# Vachellia nilotica

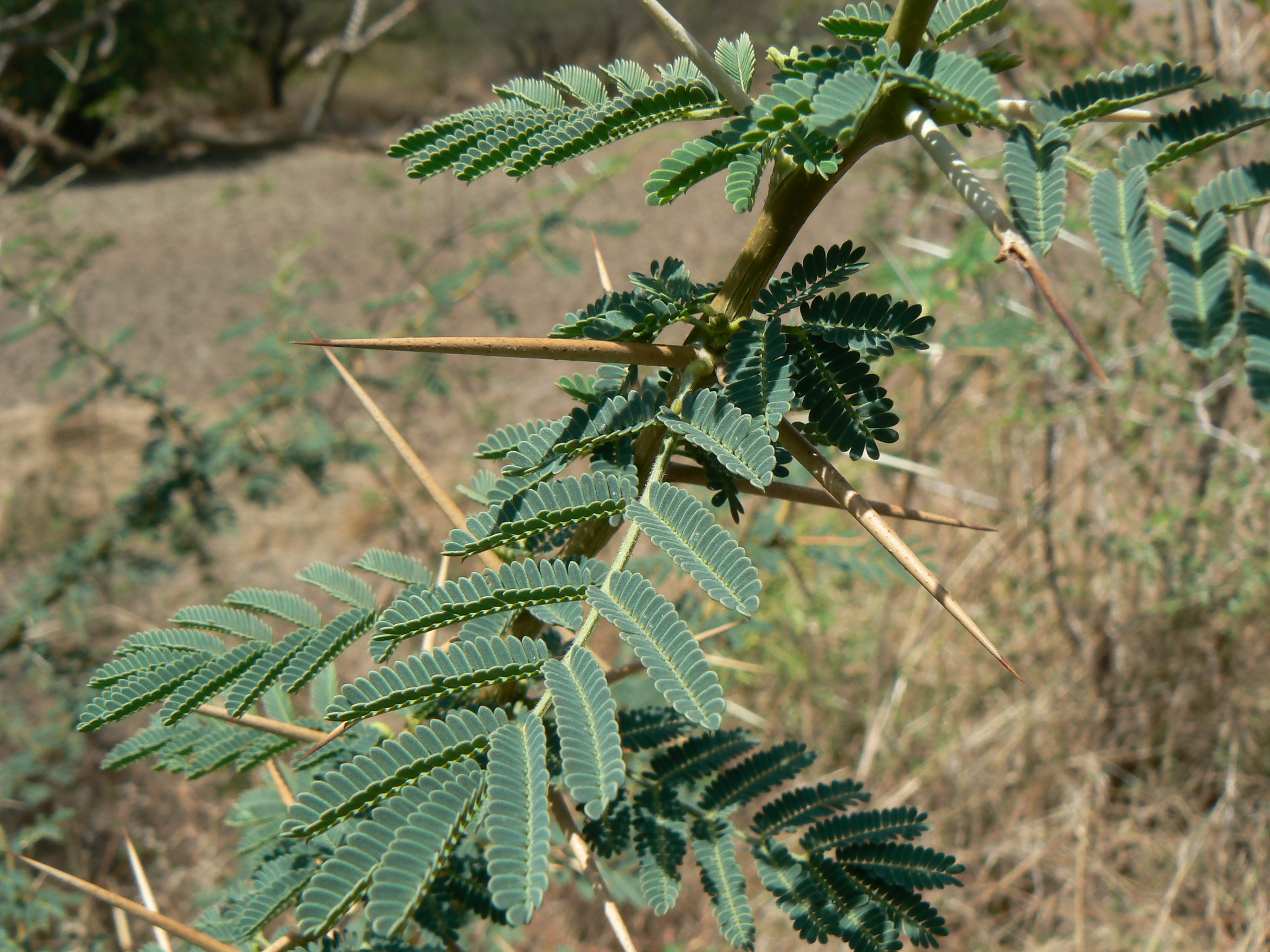
Laubblätter und Dornen

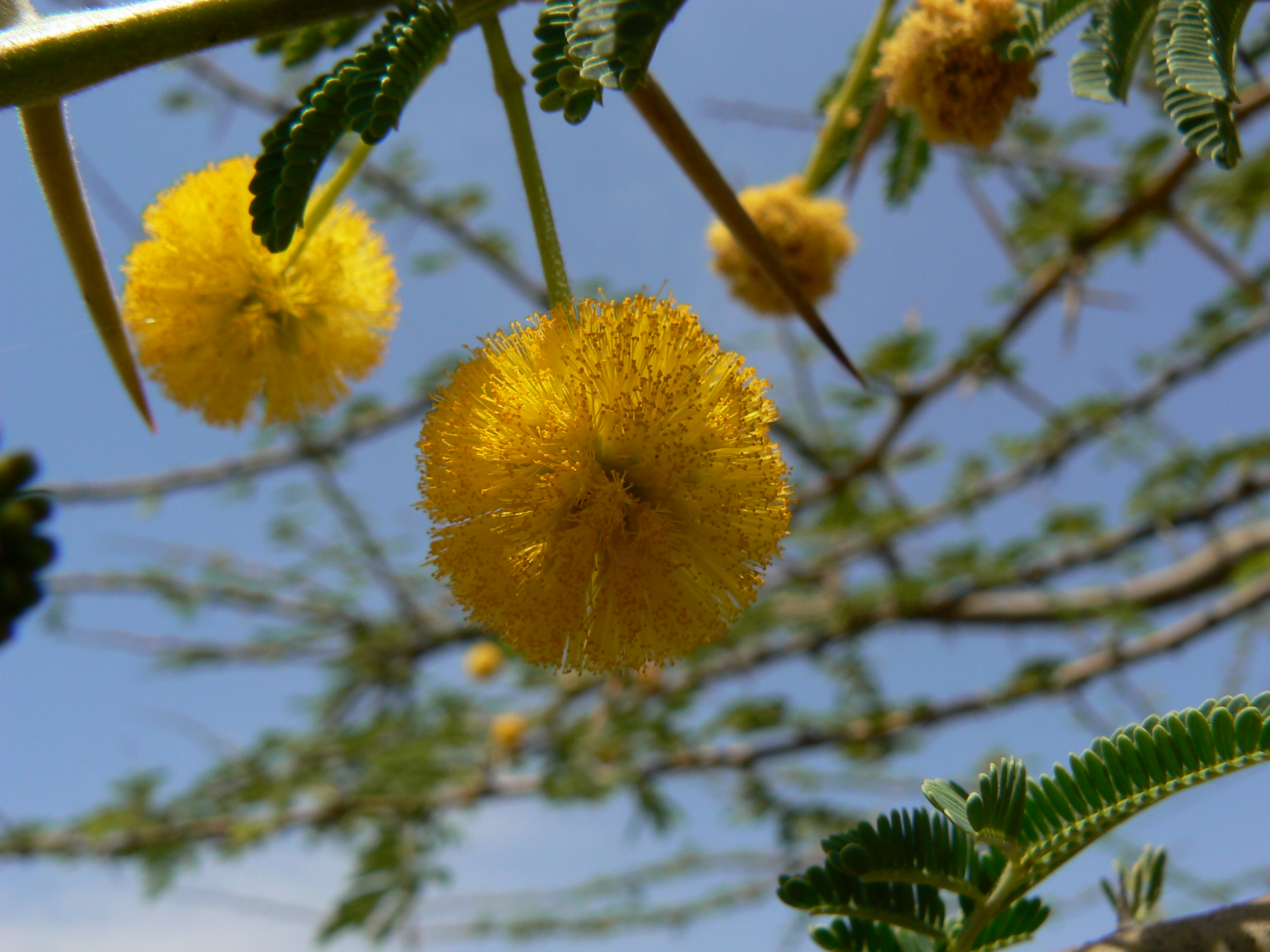
Blütenstände

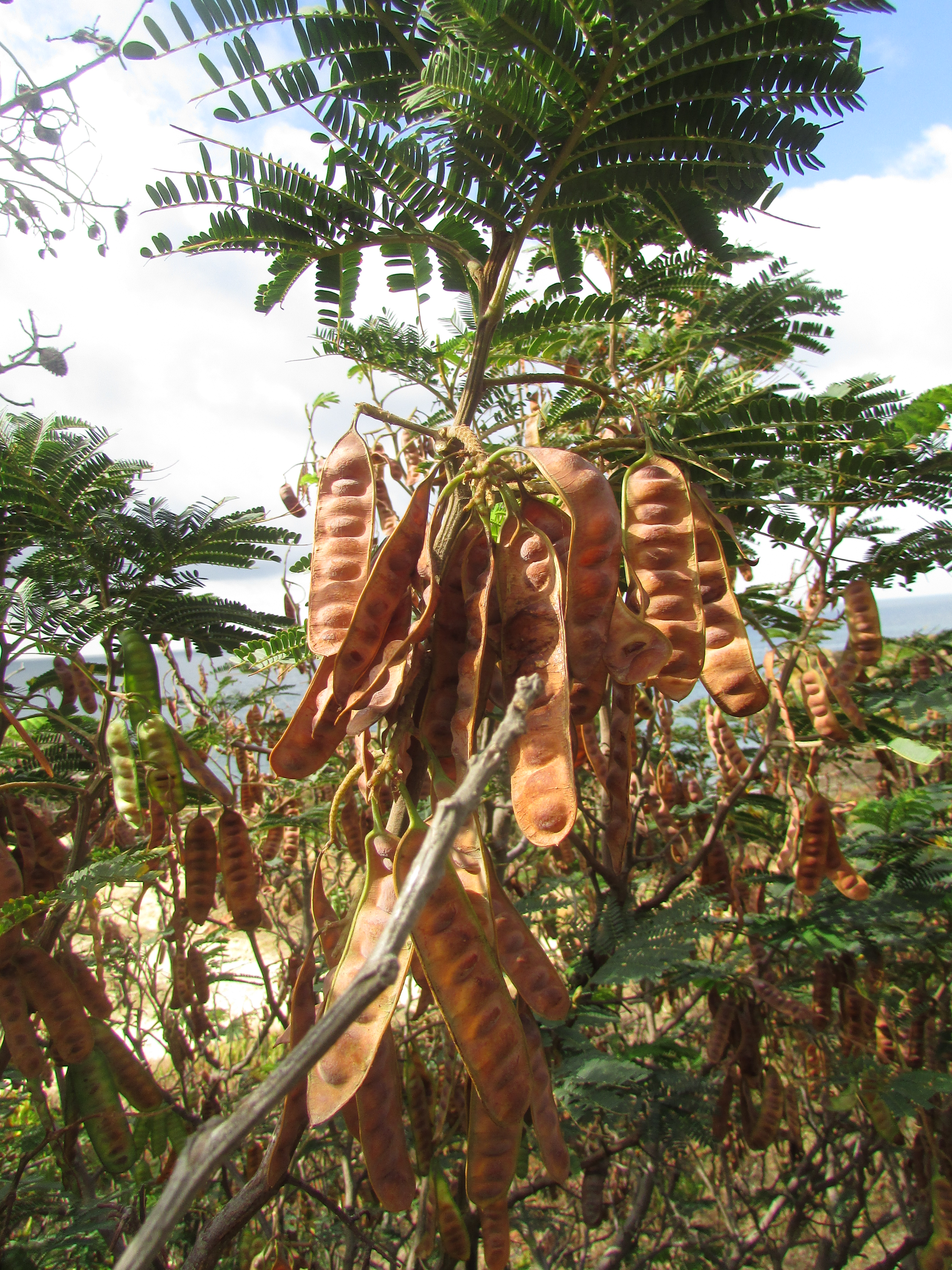
Früchte

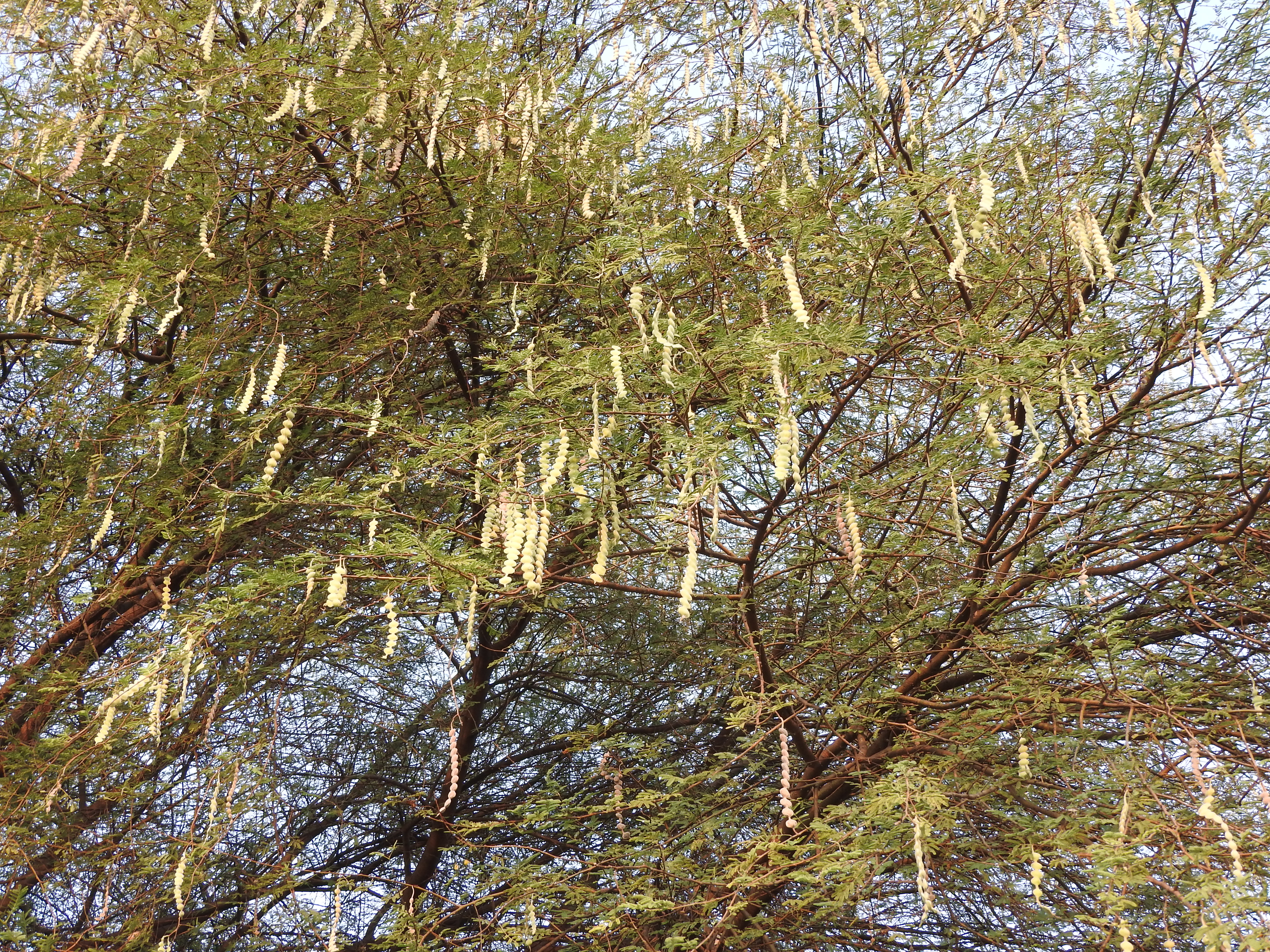
Bei einigen Unterarten, so z. B. der Unterart indica, sind die Früchte perlschnurartig eingeschnürt

Vachellia nilotica oder die Arabische Gummi-Akazie, Babul, Babool oder Babla, ist ein Baum in der Familie der Mimosengewächse aus den Savannengebieten in Afrika und Arabien bis nach Indien. Frühere Synonyme dieser Pflanze, deren Gummiharz im Mittelalter als acacia bezeichnet wurde, sind Acacia arabica und Mimosa nilotica.

## Beschreibung
Vachellia nilotica ist ein 5–20 m hoher, immergrüner bis laubabwerfender, recht schnellwüchsiger Baum mit einer dichten Krone. Der Stammdurchmesser kann bis etwa einen Meter erreichen, ist aber meist einiges kleiner. Die dunkelbraune bis graue, dicke Borke ist im Alter rau und rissig bis furchig. Der Baum hat spitze, meist gerade und hellgraue, bis zu 5–9 Zentimeter lange, paarige Nebenblattdornen, ältere Bäume sind gewöhnlich ohne Dornen. Der Baum führt ein klebriges Gummi und er besitzt eine kräftige Pfahlwurzel.
Die wechselständigen und kurz gestielten, bis etwa 6–12 Zentimeter langen Laubblätter sind doppelt gefiedert, mit vielen kleinen und mehr oder weniger behaarten, kurz gestielten, ganzrandigen, länglichen, rundspitzigen Blättchen. Die Blätter sind an der Rhachis drüsenbesetzt.
Vachellia nilotica ist dichogam, also weibliche und männliche Geschlechtsorgane reifen zu unterschiedlichen Zeiten.
Die süßlich duftenden, kleinen, goldgelben und zwittrigen oder mehrheitlich funktionell männlichen, 4–6-zähligen, röhrigen, fast sitzenden Blüten mit doppelter Blütenhülle stehen in kugeligen, achselständigen, dichten und vielblütigen, gestielten, kleinen Köpfchen mit einem Durchmesser von 1,2 bis 1,5 cm. Die Blütenstände erscheinen einzeln oder bis zu sechst und sie besitzen jeweils kleine Tragblätter am Blütenstandsstiel. Die vielen freien, büscheligen und langen Staubblätter sind drüsig. Der einkammerige und kurz gestielte Fruchtknoten ist oberständig mit einem langen, schlanken Griffel mit kleiner, kopfiger Narbe.
Die mehrsamigen (bis zu 17), abgeflachten und kahlen bis leicht behaarten, relativ geraden, nicht öffnenden Hülsenfrüchte mit süßem und fruchtigem Geruch sind an den Samen eingeschnürt und bis etwa 10–20 Zentimeter lang. Die abgeflachten, dunkelbraunen Samen sind 5–10 Millimeter groß.
Die Chromosomenzahl beträgt meistens 2n = 52.

## Nutzung
Die kleineren Zweige dieser Pflanze werden als Zahnbürste verwendet. Auch kann eine grobe Faser aus ihnen erhalten werden. Das rötliche, süßliche und essbare Exsudatgummi dieses Baumes ist ein Gummi arabicum, welches von verschiedenen Arten erhalten wird. Das Gummi wird in Indien auch als „Amaravati“-Gummi bezeichnet.
Die gerösteten und gemahlenen Samen werden als Kaffeeersatz oder als Gewürz verwendet.
Die Blüten können frittiert konsumiert werden. Die jungen Früchte und Blätter werden als Gemüse genutzt, wie auch die frischen Sprossen.
Das Holz ist hart und schwer bis sehr schwer sowie beständig. Die Sägespäne können zur Papierherstellung genutzt werden.
Die tanninhaltigen, getrockneten Früchte und die Rinde können auch zum Färben verwendet werden.
Die Früchte werden auch als Weichtier- oder Algengift verwendet.

## Phylogenie, Taxonomie, Systematik
Die Art wurde von Carl von Linné 1753, als Mimosa nilotica, erstbeschrieben. Linné unterschied in Species Plantarum zwei Arten in seiner Gattung Mimosa, Mimosa scorpioides und Mimosa nilotica. In der zweiten Auflage von 1763 synonymisierte er selbst beide unter Mimosa nilotica. Jean-Baptiste de Lamarck, unter der irrtümlichen Annahme, Linné habe hier zwei Arten miteinander vermengt, erkannte den Namen Mimosa scorpiodes an, beschrieb dieselbe Art aber nochmals als Mimosa arabica. 1806 stellte Carl Ludwig Willdenow, sie in der vierten Auflage von Species Plantarum, unter dem synonymen Namen Acacia vera, in die 1754 von dem englischen Gärtner und Botaniker Philip Miller aufgestellte Gattung Acacia. Die den formalen Anforderungen folgende Umkombination zu Acacia nilotica wurde erst 1813 von Alire Raffeneau-Delile in seinem Werk Florae Aegyptiacae Illustrati vorgenommen. Seit der umfassenden Revision des gesamten Verwandtschaftskreises durch George Bentham 1842 verblieb die Art bis 1972 unangefochten, als Acacia nilotica (L.) Delile in der Gattung Acacia, in der sie in vielen älteren und angewandten Werken irrtümlich bis heute verzeichnet ist.
1913 erklärten die amerikanischen Botaniker Nathaniel Lord Britton und Addison Brown nachträglich Acacia scorpioides (L.) W.Wight, eine der Linné’schen Arten, nachträglich zur Typspezies der Gattung Acacia. Da diese, nach unangefochtener Ansicht der Botaniker, synonym zu Acacia nilotica ist, wurde diese Art so zur Typusart der umfangreichen Gattung Acacia. Die Gattung Acacia war über die Jahre, vor allem durch Neubeschreibung australischer Arten, extrem angeschwollen und umfasste zeitweise 1540 valide Arten, davon etwa 1000 australische.
Seit den 1980er Jahren ergab eine ganze Serie von Untersuchungen auf Basis der neu entwickelten systematischen Methoden des Vergleichs homologer DNA-Sequenzen als taxonomischer Methode, dass die Gattung Acacia in damaliger Auffassung keine natürliche monophyletische Einheit darstellte und aufgesplittet werden musste. Dies hätte allerdings zur Folge, dass der Name, dem Prioritätsprinzip folgend, bei den relativ wenigen afrikanischen Arten verbliebe und die viel zahlreicheren Arten in Australien, dem Mannigfaltigkeitszentrum der Gattung, neue Namen erhalten hätten müssen. Um diese Konsequenz zu vermeiden, wurde vorgeschlagen, eine australische Art, Acacia penninervis Sieb. ex DC., zur neuen Typusart zu erklären. Nach langer und erbitterter Debatte stimmte das „Committee for Spermatophyta“, das bindende Entscheidungen gemäß dem Internationalen Code der Nomenklatur für Algen, Pilze und Pflanzen trifft, diesem zu. Diese Entscheidung wurde, auch danach noch, von zahlreichen Botanikern nicht akzeptiert und als den Regeln widersprechend und unnötig zurückgewiesen. Die folgende Kontroverse, mit zahlreichen Meinungsbeiträgen beider Seiten, wurde letztlich erst auf dem Kongress in Melbourne 2011 durch erneute Abstimmung entschieden, wobei es letztlich bei der alten Entscheidung blieb. Durch diese Entscheidung gehört nun die alte Typusart Acacia nilotica, und mit ihr die gesamte frühere Sektion Acacia, nicht mehr zu dieser Gattung. Für sie wurde eine neue Gattung Vachellia aufgestellt.

### Unterarten
Die weit verbreitete und vielgestaltige Art wird in eine Reihe von Unterarten aufgegliedert (Unterscheidung nach John P. M. Brenan). Regional sind aber Übergangssippen verbreitet, oder sogar vorherrschend, die vermutlich auf Hybridisierung zwischen diesen zurückgehen.
- Vachellia nilotica subsp. nilotica. Hülsen perlschnurartig eingeschnürt, beinahe bis völlig unbehaart, junge Zweige unbehaart bis sehr kurz flaumig behaart. Verbreitet von Ägypten und Sudan, nach Westen von dort aus durch das nördliche tropische Afrika, bis Nigeria und Kamerun im Osten.
- Vachellia nilotica subsp. tomentosa (Benth.) Kyal. & Boatwr.: Hülsen perlschnurartig eingeschnürt, ebenso wie die jungen Zweige dicht weißwollig behaart. Nordafrika: Senegal, Mali, Elfenbeinküste, Ghana, Niger, Nigeria, Sudan und Äthiopien.
- Vachellia nilotica subsp. cupressiformis (J.L.Stewart) Ragupathy, Seigler, Ebinger & Maslin Hülsen perlschnurartig eingeschnürt, dicht weißwollig behaart. Junge Zweige unbehaart bis spärlich flaumig behaart. Krone schmal und aufrecht, an Säulenzypressen erinnernd. Westen von Pakistan und Indien, meist in Küstennähe.
- Vachellia nilotica subsp. indica Kyal. & Boatwr.: Hülsen perlschnurartig eingeschnürt, dicht weißwollig behaart. Junge Zweige unbehaart bis spärlich flaumig behaart, von der subsp. cupressiformis an der flachen Kronenform unterscheidbar. Indigen verbreitet in Indien, Pakistan, Bangladesch und Myanmar sowie auf der Arabischen Halbinsel: Oman und Jemen. Weithin angepflanzt und als Neophyt eingebürgert, so in Teilen Afrikas (der Status der Populationen in Äthiopien und Somalia ist umstritten), im Iran, Irak, Vietnam u. a. In Queensland, Australien in den 1920er Jahren als Schattenbaum und Viehfutter eingeführt, verwildert und heute als Weideunkraut scharf bekämpft.[10]
- Vachellia nilotica subsp. kraussiana (Benth.) Kyal. & Boatwr.: Hülsen am Rand seicht gekerbt, jung weichhaarig, später in den erhabenen Abschnitten über den Samen verkahlend, meist relativ schmal (1 bis 1,6, selten bis 1,9 Zentimeter breit). südliches Afrika, von Tansania, Sambia und Angola nach Süden (Angaben für Äthiopien und Arabien bedürfen der Bestätigung).
- Vachellia nilotica subsp. adstringens (Schumach. & Thonn.) Kyal. & Boatwr.: Hülsen klar, aber unregelmäßig gekerbt, ausdauernd weichhaarig, 1,3 bis 2,1 Zentimeter breit; auch junge Zweige dicht flaumig behaart. Verbreitet im nördlichen tropischen Afrika, von Sudan, Senegal und Gambia südlich bis Kamerun und Somalia. Ähnliche Formen, die sich durch verkahlende junge Zweige unterscheiden, kommen verbreitet in Indien und Pakistan vor, möglicherweise hier als Hybride zwischen subsp. indica und subsp. hemispherica.
- Vachellia nilotica subsp. subalata (Vatke) Kyal. & Boatwr.: Hülsen länglich, Rand ganzrandig oder sehr schwach gekerbt, flach, schwach filzig behaart, 1,5 bis 2,2 Zentimeter breit. Auch junge Zweige ausdauernd schwach filzig behaart. Unterscheidet sich von der sehr ähnlichen subsp. adstringens in der etwas längeren Behaarung. Verbreitet in Ostafrika: Sudan, Äthiopien, Uganda, Kenia und Tansania. Ähnliche Formen, die sich durch nur dünn filzige junge Zweige unterscheiden, kommen in Indien, Sri Lanka und Pakistan vor, möglicherweise hier als Hybride zwischen subsp. indica und subsp. hemispherica.
- Vachellia nilotica subsp. hemispherica (Ali & Faruqi) Ragupathy, Seigler, Ebinger & Maslin: Hülsen länglich, Rand ganzrandig oder sehr schwach gekerbt, ziemlich schmal (1 bis 1,3 Zentimeter), kahl oder mit unauffälliger sehr kurzer Behaarung. Junge Zweige fast oder ganz unbehaart. Buschartig wachsend ohne Hauptstamm, Krone halbkugelig. Endemit Pakistans, in ausgetrockneten Flussbetten nahe Karachi.
- Vachellia nilotica subsp. leiocarpa (Brenan) Kyal. & Boatwr.: Hülsen länglich, Rand ganzrandig oder sehr schwach gekerbt, 1 bis 1,3 Zentimeter breit, kahl oder verstreut weichhaarig. Junge Zweige von kahl oder fast kahl bis weich wollig behaart. Krone nicht halbkugelig, baumartig mit Hauptstamm. Ostafrika: Äthiopien, Somalia, Kenia, Tansania. In Kenia und Tansania im Gras- und Buschland in Küstennähe, weiter nördlich im Hochland oberhalb 1000 Meter.